# Xã Odessa, Quận Buffalo, Nebraska
Xã Odessa (tiếng Anh: Odessa Township) là một xã thuộc quận Buffalo, tiểu bang Nebraska, Hoa Kỳ. Năm 2010, dân số của xã này là 510 người.